# Пунт
Страната Пунт (в превод Страна на боговете) е област на източния бряг на Африка, на юг от Судан, на южното крайбрежие на Червено море. Богатствата на страната са легендарни и затова египтяните предприемат пътешествия до Пунт. Сред по-известните експедиции на египетските кораби дотам са 12-те плавания на Кнемхотеп, извършени по поръчка на царица Хатшепсут. Египтяните докарват от Пунт смола за миро, дъски, абанос, слонова кост, злато, парфюми и електрум.
Според изучаващите Библията учени, Пунт е земята на Фут, син на Хам.

## Ta Netjerили Страната на боговете
Понякога, древните египтяни наричали земята Пунт Ta netjer, което означава „Земя на боговете“. Това се позова на факта, че Пунт е сред регионите, в които се предполага, че живеел Бога Слънце. Там имало много тамян, което допълнително давало съмнения в древните хора от Египет, че в Пунт живеят боговете. По-стара литература твърди, че етикетът „Земя на боговете“, може да се тълкува като „Светата земя“ или „Земята, от където идват боговете/предците“. Това само по себе си означава, че древните египтяни гледали на Страната Пунт, като родина на своите предци и божества.